# Raymond Michard
Pour les articles homonymes, voir Michard.
Raymond Michard est un astronome français, né le 1er mars 1925 à Tunis et mort le 3 mai 2015 à Paris. Il fut président de l'Observatoire de Paris de 1971 à 1976. Il consacra 60 ans de sa vie à la physique, majoritairement la physique solaire.    

## Biographie[1],[2]
Raymond Michard nait le 1er mars 1925 à Tunis. Il est l'aîné d'une fratrie de quatre enfants et fait son service militaire de 1944 à 1946.
Raymond Michard obtient un certificat d'Astronomie Fondamentale en 1946 puis un Certificat d'Astronomie Approfondie comme Diplôme d’Études Supérieures. Fin 1947, il entre à l'Institut d'Astrophysique de Paris comme bénévole. Il devient ensuite stagiaire de recherche du CNRS en octobre 1948 où il découvre la physique stellaire, l'astrophysique théorique et la radioastronomie. Il finit par choisir sa matière de prédilection, la physique solaire. Pendant les débuts de la radioastronomie en France, il s'occupe d'un nouveau radiotélescope à l'Observatoire de Meudon. Fin 1949, il s'installe à l'Observatoire de Paris au site de Meudon dans le bâtiment du Petit Sidérostat (un laboratoire abandonné). Il y rassemble l'équipement nécessaire à une observation des spectres d'éruptions solaires. Le 25 février 1952, il assiste à une éclipse totale du Soleil à Khartoum où il participe à des expériences d'optique. En 1953, il soutient sa thèse "Contribution à l'étude physique de la photosphère et des taches solaires".
En 1954, on lui confie la direction de l'équipe du Service des Couches extérieures du Soleil. Pour l'année Géophysique Internationale de 1957, il reprend son projet de spectroscopie des éruptions solaires qui mène à la construction de nouveaux spectrographes solaires et la description d'environ 200 spectres d'éruptions. En 1961, il participe à la découverte des oscillations solaires de 5 min (à l'origine de l'héliosismologie).
De 1971 à 1976, Raymond Michard devient le premier président de l'Observatoire de Paris (le poste étant anciennement nommé "directeur"). Durant ces 5 années, il rationalise la situation des personnels, favorise la création du CERGA et du Laboratoire National de Métrologie des Fréquences et améliore le Musée de l'Observatoire.
Après sa présidence en 1977, se sentant dépassé par l'avancement de la physique solaire durant ces 5 années de présidence, il décide de prendre une année sabbatique pendant laquelle il change de domaine d'étude, se tournant alors vers l'étude de la physique des galaxies. Celles qu'il étudiera le plus seront les galaxies elliptiques et lenticulaires pour leur morphologie ainsi que leurs rayonnements. Cette année sabbatique se déroule à l'Université du Texas et à son Observatoire McDonald. Ainsi, il passe les 30 années suivantes de sa vie à fournir des images et de la documentation sur ces galaxies.
En 1981, il devient directeur de l'Observatoire de Nice et est chargé de le rassembler avec le CERGA en l'Observatoire de la Côte d'Azur. Il en devient l'administrateur provisoire en 1987.
Il décède le 3 mai 2015 à Paris à 91 ans.

## Impact dans son domaine
Raymond Michard a contribué de plusieurs manières à l'avancement de l'astronomie. Il a joué un rôle de vulgarisateur scientifique par la publications d'ouvrages tels que Le Soleil. Il est également l'auteur de plusieurs articles de référence dans le milieu tels que Detailed surface photometry of 36 E-SO galaxies ou Contribution à l'étude physique de la photosphère et des taches solaires. Ses découvertes sont notamment à l'origine d'une nouvelle branche de l'astronomie, l'héliosismologie.

## Autres[1]

### Fonctions internationales
Raymond Michard assura durant sa vie diverses fonctions à travers le monde tels que :
- Président de la Commission sur la radiation et la structure de l'atmosphère solaire à l’UAI
- Membre du Comité d'Organisation de la Commission sur l'activité solaire à l'UAI.
- Représentant de l’UAI auprès du Comité International de Géophysique et du Comité de l’Année du Soleil Calme
- Représentant de l’UAI auprès du Service International des Ursigrammes et Jours Mondiaux
- Membre du groupe de travail n° 2 du COSPAR
- Membre de groupes de travail de la COPERS (COmité Préparatoire Européen pour la Recherche Spatiale)

### Créations
Raymond Michard est l'auteur de Le Soleil  paru en 1966 chez Presses Universitaires de France.

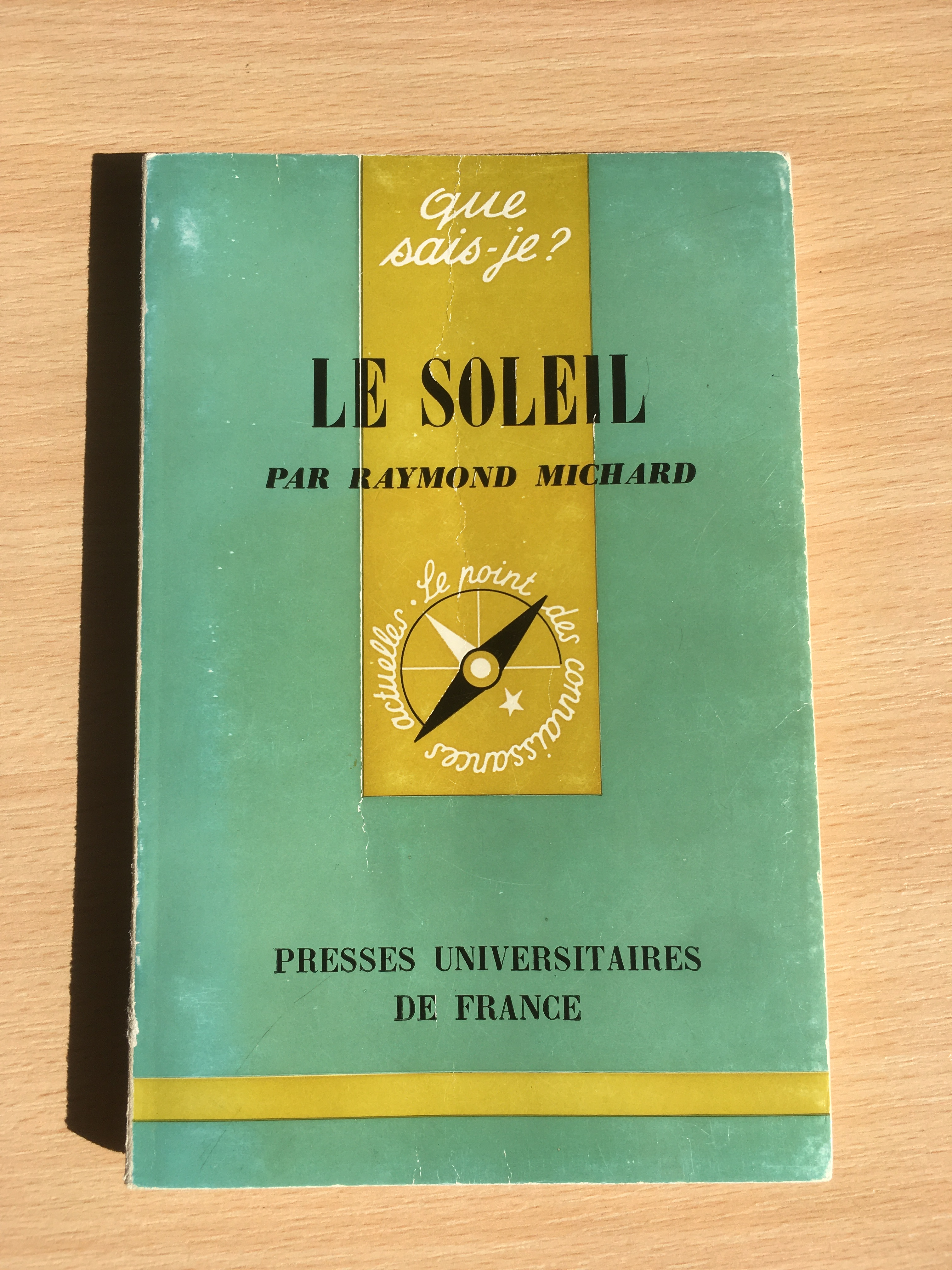
Le Soleil par Raymond Michard

Il a également fondé la Société Française des Spécialistes d’Astronomie en 1978, renommée en Société Française d’Astronomie et d’Astrophysique en 1999.

### Distinction
- Officier de la Légion d'honneur
- Officier de l'ordre national du Mérite (nommé par décret du 10 novembre 1998)[4]
  - Chevalier du 30 janvier 1980